# GelreDome
Il Gelredome è uno stadio di calcio situato ad Arnhem, nei Paesi Bassi. Ha una capienza di 21.248 posti, che sale a 25.000 per le partite internazionali, e ospita le partite casalinghe del Vitesse Arnhem.
È stato il primo stadio al mondo a dotarsi di un terreno di gioco scorrevole: il manto erboso scivola esternamente allo stadio e svela una pavimentazione che permette lo svolgimento di eventi e concerti, senza danneggiare il prato.

## Storia
L'idea del terreno di gioco scorrevole si deve al presidente del Vitesse, Karel Aalbers, che ottenne l'approvazione del progetto nel 1996. Lo stadio fu edificato di lì a poco per rimpiazzare il Nieuw Monnikenhuize e aprì i battenti il 25 marzo 1998 con la partita di Eredivisie tra Vitesse e NAC Breda, vinta dai padroni di casa per 4-1. Nel 1998-1999, stagione successiva all'inaugurazione dell'impianto, la capienza dell'impianto fu portata a 20.000 spettatori, contro gli 8.000 che in precedenza poteva accogliere lo stadio. Il primo match internazionale disputato allo stadio fu l'amichevole tra Paesi Bassi e Camerun, finita 0-0. 
Durante il campionato europeo del 2000 lo stadio ospitò tre partite, tra cui, l'11 giugno, la gara d'esordio dell'Italia contro la Turchia, vinta per 2-1 dagli azzurri.

## Altri utilizzi
Al Gelredome si svolgono concerti ed eventi sportivi di vario genere, tra cui gare di kickboxing e di tennis (Coppa Davis). In questo stadio si sono esibiti in concerto tra gli altri Iron Maiden, AC/DC, Janet Jackson, Madonna, Sting, Diana Ross, Britney Spears, Anastacia, Coldplay, Bon Jovi, Rihanna, Lady Gaga, Shakira, Justin Bieber, Céline Dion, Rolling Stones, Imagine Dragons e Justin Timberlake.
Fino al 2024, ogni novembre si teneva al Gelredome il Qlimax, un festival musicale di musica hardstyle e techno hardcore. Durante la serata si alternano in console alcuni dei dj più famosi al mondo, di fronte anche a più di 27.000 persone. La richiesta di biglietti per l'evento era talmente elevata che solitamente l'avvenimento registrava il tutto esaurito in poche ore.
Nel 2022 in occasione del Campionato mondiale di pallavolo femminile il GelreDome è stato adattato allestendo tre campi di gioco, consentendo la disputa di tre partite in contemporanea.

## Partite del campionato europeo di calcio 2000
- Turchia -  Italia 1-2 (Gruppo B, 11 giugno)
- Romania -  Portogallo 0-1 (Gruppo A, 17 giugno)
- Slovenia -  Norvegia 0-0 (Gruppo C, 21 giugno)

## Partite del campionato europeo di calcio Under-212007
- Rep. Ceca -  Inghilterra 0-0 (Gruppo B, 11 giugno)
- Inghilterra -  Italia 2-2 (Gruppo B, 14 giugno)
- Italia -  Rep. Ceca 3-1 (Gruppo B, 17 giugno)
- Serbia -  Belgio 2-0 (Semifinale, 20 giugno)